# Jacques Cartier (artiste)
Pour les articles homonymes, voir Jacques Cartier (homonymie) et Cartier.
Ne doit pas être confondu avec Jacques Cartier (1884-1941), joaillier, dirigeant de la société Cartier.
Jacques Cartier est un peintre, sculpteur, dessinateur, graveur, médailleur, illustrateur et décorateur français né le 20 septembre 1907 à Arles et mort le 17 octobre 2001 à Montrouge.
Il compte parmi les artistes les plus actifs de l’art animalier de la période Art déco. De la peinture à la sculpture en passant par le dessin, l’estampe, la réalisation de médailles ou l’illustration, cet artiste protéiforme participe très tôt aux Salons institutionnels artistiques français.

## Biographie

### Jeunesse
Jacques Cartier naît dans une famille bourgeoise d'artistes. En effet, son père, Paul Cartier, travaille au sein du service de publicité de la PLM avec son frère Eugène Cartier qui est également un artiste en vogue pendant la première moitié du XXe siècle. Ce dernier reçoit d’ailleurs plusieurs commandes officielles, comme en 1923 la réalisation du buste en bronze de l’industriel Claude Boucher par la ville de Cognac, dont l’épreuve en plâtre est conservée dans le musée de la ville, ou les peintures formant le décor de la salle du conseil municipal de Clamart en 1929, par ailleurs exposées la même année au Salon des artistes français,,. 
À la mort de son père en 1916, la famille s’installe dans leur maison familiale de Clamart et son oncle Eugène devient à la fois son tuteur et son professeur.
Dès 1917, il est scolarisé à l’École alsacienne dans le 6e arrondissement de Paris. Cette école est idéalement placée, puisqu’elle se trouve à côté du jardin du Luxembourg, lui permettant ainsi de développer sa connaissance de la flore mais également à côté du Muséum national d'histoire naturelle, où il pourra croquer et étudier de nombreux animaux, parfois exotiques.

### Carrière
Dès 1923, tout juste âgé de 16 ans, il participe au Salon de la Société des artistes français et ce jusqu'en 1950. En 1927, il est élève de l’École nationale supérieure des arts décoratifs de Paris, où il a pour professeurs Emmanuel Fougerat et Joseph Vital Lacaze.
La première période de sa production artistique, jusqu’en 1945, est résolument inscrite dans le courant artistique de l'art déco. Durant cette période, il affirmera son goût pour l’exotisme animalier et exposera au Salon des Artistes Animaliers dès 1929, aux côtés de Paul Jouve, François Pompon, Jacques Nam, Roger Godchaux, Henri Valette, André Margat, Xavier de Poret. 
De cette époque, nous connaissons de grands panneaux sur fond or représentant des félins.
Dès 1930, sa participation au Salon des Animaliers à la galerie Charpentier est saluée par la critique, à l’image d'Armand Dayot qui note ses « temperas vigoureuses ». Plusieurs autres articles paraissent dans le presse pour saluer le travail de l’artiste : Le Petit Parisien remarque : « Jacques Cartier le benjamin du groupe avec de sensibles temperas et des dessins qui prouvent de jolis dons d'observateur » ; L’Action française note également que les dessin de Jacques Cartier « sont des ouvrages où le style ne gêne pas le sens de la vie » ; Le journal L'Intransigeant, ainsi que Le Temps qui souligne que « les peintures de Jacques Cartier […] ont autant de richesse que de goût et de grâce nerveuse, ».
En 1931, l’État français lui achète une huile sur toile intitulée Ours blancs. 
La critique retient également sa participation, en 1936, au Salon de la Société des artistes français, sous la plume du journaliste et critique d’art, Adolphe de Falgairolle, qui écrit dans Le Petit Marseillais que « parmi les animaliers, Jacques Cartier mériterait une médaille pour son lion si vivant qui sort de l’ordinaire ».
Sa vie d’atelier et de Salons est également alternée par la réalisation de nombreuses commandes décoratives des hauts lieux de la vie mondaine parisienne.
Il participe à de nombreux salons tels que le Salon des artistes français, le Salon des animaliers, le Salon d'hiver, commandes pour l’Exposition universelle de 1937 ou le Salon de l'école française.
Ainsi, pendant une quinzaine d’années, se succèdent des décors comme la piscine de l’Étoile, la Dame de Pique, des sculptures (une corniche de la coupole de l’Institut de France), des blasons en bas-relief pour des villes (Falaise, Fontainebleau), des décorations de restaurants (Hôtel de Londres à Fontainebleau) et toujours des peintures d’animaux et des médailles : Roquépine, Oscar RL, ainsi que le Napoléon pour Courvoisier. On lui doit également de nombreuses mascottes automobiles, toujours animalières, réalisées en bronze argenté,.
À partir des années 1960, il se consacre à l’illustration d’ouvrages et de la revue Rustica.

## Ventes aux enchères
De 2006 à 2009, une partie des œuvres de son atelier fait l’objet de plusieurs vacations de ventes aux enchères à l'Hôtel Drouot, par le ministère du commissaire-priseur Bernard Oger, sous la direction d’Axel Rondouin, auteur du catalogue raisonné de l'artiste,.

## Illustrations
- Air de chasse, Éditions François Girand, 1963 ;
- Maurice Genevoix, La Boîte à pêche, Éditions Diderot, Paris, 1971 ;
- Maurice Genevoix, L'Écureuil du bois-bourru, Éditions Diderot, Paris, 1971 ;
- Petit Larousse illustré.